# Эриксо
Эриксо (др.-греч. Ἐρυξώ; VI век до н. э.) — древнегреческая аристократка из рода Баттиадов. Супруга царя Кирены Аркесилая II и мать Батта III. 

## Биография
Ее матерью была принцесса Критола, дочь Аркесилая I, а отцом — киренский грек из знатного рода. Кроме Эриксо в этом браке появилось на свет еще несколько детей.
Эриксо стала женой своего двоюродного брата Аркесилая II. У супругов родился сын, которого назвали Баттом в честь деда по отцовской линии. Около 550 года до н. э. Аркесилай II был убит в результате заговора своего брата (или приближенного) Леарха. Леарх объявил, что до достижения малолетним Баттом совершеннолетия будет охранять его интересы, но проявил себя, по словам Полиена, как тиран, «совершавший всевозможные беззакония против граждан».
Затем регент влюбился во вдовствующую царицу, имеющую к тому же многих могущественных родственников и пользующуюся всеобщим уважением в качестве «мудрой и справедливейшей женщины», и решил посвататься к ней. Эриксо при помощи хитрости удалось добиться того, что Леарх пришел к ней без охраны. Здесь его ожидали в засаде старший брат Эриксо Полиарх и несколько юношей, отца которых ранее убили по приказу регента. Они пронзили Леарха мечами. Затем заговорщики, «приведя Батта, объявили его царем и вернули киренцам отеческий строй».
В Кирене в это время находилось много египетских воинов, которых ранее привел с собой Леарх. Они сообщили о произошедших событиях фараону Амасису II. Тот, согласно Плутарху, «сильно разгневанный, замыслил войну против Кирены, и только забота о похоронах скончавшейся матери заставила его отложить военное выступление.» Полиарх решил прибыть ко двору фараона, чтобы представить свои объяснения. Вместе с ним в Египет отправились его сестра, «пожелавшая разделить труды и опасность», и престарелая Критола. Амасис, выслушав их, полностью всех оправдал, признав проявленные Эриксо мудрость и мужество, после чего «почтил Полиарха и обеих женщин дарами и царственными проводами в Кирену».